# Alias Mary Smith (pel·lícula)
Alias Mary Smith és una pel·lícula de misteri en blanc i negre que es va estrenar el 15 de juliol de 1932. Va ser dirigida per E. Mason Hopper i els actors principals van ser John Darrow i Blanche Mehaffey.

## Repartiment
- John Darrow (Robert (Buddy) Hayes)
- Gwen Lee (Blossom)
- Raymond Hatton (Scoop)
- Alec B. Francis (advocat)
- Jack Grey (Dan Kearney)
- Ben Hall (Jake)
- Blanche Mehaffey (Mary Smith)
- Henry B. Walthall (Atwell)
- Myrtle Steadman (Mrs. Hayes)
- Edmund Breese (Mr. Hayes)
- Matthew Betz (Snowy Hoagland)
- Harry Strang (Yaeger)

## Argument
A Mary Smith li estiren la bossa una nit però Robert Hayes, hereu d'una família rica, persegueix el lladre i la recupera. Després d'acompanyar-la a comissaria per fer la de testimoni contra el lladre detingut, Robert la convida a sopar però acaba amb un ull de bellut quan intenta sobrepassar-se. FInalment s'enamora d'ella, just per descobrir que està embolicada en una investigació per assassinat. El seu germà va ser executat anys enrere i ara ha trobat evidències que demostren que el gangster Snowy Hoagland li havia encolomat el crim. Desafortunadament el fiscal del districte que l'estava ajudant en la recerca apareix assassinat. Com que Mary és la darrera persona que l'ha vist amb vida se l'acusa d'aquest assassinat i pot ser condemanda igual que el seu germà. Robert creu en ella i la policia al final pot provar que Hoagland va matar el fiscal, ja que Mary li havia subministrat evidències que provaven la culpabilitat de Hoagland en l'assassinat pel que el seu germà va ser condemnat.